# Zawiść (Tychy)
Zawiść – dzielnica Tychów położona w centralnej części miasta.
W dzielnicy występuje mieszana zabudowa. Na terenie Zawiści znajdują się Rodzinne Ogródki Działkowe „Katarzynka”.